# Электрическая постоянная
Электрическая постоянная (ранее также носила название диэлектрической постоянной) — физическая константа, скалярная величина, входящая в выражения некоторых законов электромагнетизма, в том числе закона Кулона, при записи их в рационализованной форме, соответствующей Международной системе единиц (СИ). Определяет напряжённость электрического поля в вакууме, где она максимальна, в отличие от ослабляющих напряжённость  любых материальных сред.
Иногда, используя устаревшую терминологию, называют электрической (или диэлектрической) проницаемостью вакуума. Измеряется в фарадах, делённых на метр (в системе СИ). В системе СГС (Гауссовской) её
принимают равной единице.

## Определение
По определению в СИ электрическая постоянная {\displaystyle \varepsilon _{0}} связана со скоростью света {\displaystyle c} и магнитной постоянной {\displaystyle \mu _{0}} соотношением
{\displaystyle \varepsilon _{0}={\frac {1}{\mu _{0}c^{2}}}.}

## Численное значение

### ВМеждународной системе единиц

#### До изменения СИ 2018—2019 годов
Поскольку в СИ для магнитной постоянной было справедливо точное равенство {\displaystyle \mu _{0}=4\pi \ \times \ 10^{-7}\ }Гн/м, то для электрической постоянной выполнялось соотношение
{\displaystyle \varepsilon _{0}={\frac {1}{4\pi c^{2}}}\cdot 10^{7}}м/Гн,
также являвшееся точным.
Учитывая, что скорости света в СИ приписано точное значение, по определению равное 299 792 458 м/с, из последнего соотношения следует численное значение {\displaystyle \varepsilon _{0}} в дореформенной СИ:
{\displaystyle \varepsilon _{0}={\frac {1}{4\pi \cdot \ 299792458^{2}\times 10^{-7}}}} Ф/м ≈ 8,85418781762039 · 10−12 Ф·м−1.
Или, выражая то же через основные единицы СИ,
ε0 ≈ 8,85418781762039 · 10−12 м−3·кг−1·с4·А2.

#### Послеизменений СИ 2018—2019 годов
С 2019 года вступили в силу изменения в СИ, включающие, в частности, переопределение ампера на основе фиксации численного значения элементарного заряда. Это привело к тому, что значение электрической постоянной стало экспериментально определяемой величиной, хотя численно её значение осталось прежним с высокой точностью.
Значение электрической постоянной, рекомендованное CODATA:
ε0 = 8,8541878188(14) · 10−12 м−3·кг−1·с4·А2, или Ф·м−1.

### В системеСГС
В системе СГС электрическая постоянная как коэффициент, связывающий напряжённость и индукцию электрического поля в вакууме, также может быть введена. При этом в различных вариантах системы СГС электрическая постоянная имеет разную размерность и значение. Конкретно, Гауссова система единиц и система СГСЭ построены так, что электрическая постоянная безразмерна и равна 1, а в системе СГСМ она равна ε0 = 1/c2  ≈ 1,11265005605362 · 10−21 с2·см−2.

## Некоторые уравнения электродинамики в СИ
В материальных уравнениях, в вакууме, через электрическую постоянную связаны вектор электрической индукции {\displaystyle \mathbf {D} } и вектор напряжённости электрического поля {\displaystyle \mathbf {E} }:
{\displaystyle \mathbf {D} =\varepsilon _{0}\ \mathbf {E} .}
Она также входит в запись закона Кулона (тоже в вакууме):
{\displaystyle \mathbf {F} _{12}={\frac {1}{4\pi \varepsilon _{0}}}\cdot {\frac {q_{1}q_{2}}{r_{12}^{2}}}{\frac {\mathbf {r} _{12}}{r_{12}}}},
где {\displaystyle \mathbf {F} _{12}} — сила воздействия первого заряда на второй, {\displaystyle q_{1}} и {\displaystyle q_{2}} — величины этих зарядов, а {\displaystyle \mathbf {r} _{12}} — радиус-вектор второго заряда, отсчитываемый от первого.
При использовании СИ произведение электрической постоянной на относительную диэлектрическую проницаемость называют абсолютной диэлектрической проницаемостью.